# Kenyentulus jinghongensis
Kenyentulus jinghongensis är en urinsektsart som beskrevs av Yin 1983. Kenyentulus jinghongensis ingår i släktet Kenyentulus och familjen lönntrevfotingar. Inga underarter finns listade i Catalogue of Life.